# 2MASS 2228-4310
2MASS 2228-4310 (= 2MASS J22282889-4310262) is een bruine dwerg met een spectraalklasse van T6.5. De ster bevindt zich 35,4 lichtjaar van de zon.